# Седяш-Нагаєво
Седя́ш-Нага́єво (рос. Седяш-Нагаево, башк. Сиҙәш-Нуғай) — присілок (у минулому село) у складі Караідельського району Башкортостану, Росія. Входить до складу Урюш-Бітуллінської сільської ради.
Населення — 89 осіб (2010; 111 у 2002).
Національний склад:
- башкири — 92 %

Стара назва — Седяш.